# Прапон Чайчарэн, Михаил
Михаил Прапон Чайчарэн SDB (7.05.1930 г., Хуапхай, Таиланд — 20.05.2003 г., Сураттхани, Таиланд) — католический прелат, епископ Сураттхани с 21 июня 1988 года по 20 мая 2003 год, член мужской монашеской конгрегации салезианцев.

## Биография
Михаил Прапон Чайчарэн родился в селении Хуапхай, Таиланд. 24 февраля 1949 года вступил в монашескую конгрегацию салезианцев. 11 февраля 1960 года был рукоположён в священника.
21 июня 1988 года Римский папа Иоанн Павел II назначил Михаила Прапона Чайчарэна епископом Сураттхани. 24 сентября 1988 года состоялось рукоположение Михаила Прапона Чайчарэна в епископа, которое совершил епископ Пьетро Луиджи Карретто в сослужении с апостольским делегатом архиепископом Альберто Трикарико и кардиналом Михаилом Мичаи Китбунчу.
Скончался 20 мая 2003 года в Сураттхани.